# Шульце-Коссенс, Рихард
Рихард Шульце-Коссенс  (нем. Richard Schulze-Kossens, 2 октября 1914, Берлин-Шпандау — 3 июля 1988, Дюссельдорф) — офицер СС; оберштурмбанфюрер СС (1944).  Личный адъютант Иоахима Риббентропа и Адольфа Гитлера, а также командир 38-й гренадерской дивизии СС «Нибелунген».

## Служба в СС
9 ноября 1934 г. вступил в ряды СС (билет № 264 059) и 27 ноября был зачислен в полк «Лейбштандарт СС Адольф Гитлер», размещенный в Берлине.
С ноября 1934 по март 1935 г. учился на учебных курсах подготовки офицеров в Ютербоге, а с апреля 1935 по февраль 1936 г. - в юнкерском училище СС в Бад-Тёльце, и в феврале—марте 1936 г. - на курсах подготовки командиров взводов в Дахау.
Проходил службу в качестве командира взвода во 2-м штурмбанне (батальоне) штандарта СС «Эльба» в Лихтенбурге (1 апреля 1936 - 1 марта 1937), адъютанта командира охранных подразделений СС «Мертвая голова» Теодора Эйке (1 марта - 10 июля 1937) и адъютанта командира 3-го штандарта (полка) СС «Тюрингия» (10 июля 1937 - 15 ноября 1938). С 15 ноября 1938 по 1 апреля 1939 г. - командир роты 3-го штандарта СС «Тюрингия».
С 1 мая 1937 г. член НСДАП.
Затем переведен в Главное управление СС в качестве адъютанта начальника Главного управления СС Августа Хайссмайера (1 апреля 1938 - 8 июня 1939).
8 июня 1939 г. Шульце был назначен адъютантом Имперского министра иностранных дел Иоахима фон Риббентропа, в августе 1939 г. сопровождал его в Москву на переговоры о заключении Советско-Германского пакта о ненападении. 26 февраля 1940 г. вновь вернулся в строй в «Лейбштандарт СС Адольф Гитлер».
С 29 февраля 1940 по 6 августа 1941 г. служил во 2-й роте 1-го батальона полка «Лейбштандарт СС Адольф Гитлер» командиром взвода (29 февраля - 11 июня 1940) и командиром роты (11—18 июня 1940; 1 августа 1940 - 16 августа 1941). Некоторое время временно исполнял обязанности командира 1-го батальона «Лейбштандарта». Принимал участие во Французской кампании 1940 г., Балканской кампании и кампании в СССР 1941 г.
С 18 июня 1940 по 1 августа 1940 г. вновь короткое время исполнял обязанности адъютанта Министра иностранных дел Й. Риббентропа.
16 августа 1941 г. получил пулевое и осколочное ранения в бою. После излечения, с 1 октября 1941 по 27 октября 1942 г. являлся офицером для поручений при Адольфе Гитлере. C 29 октября 1942 по 20 ноября 1943 г. – личный адъютант Гитлера.
20 ноября 1943 г. был назначен инструктором в юнкерское училище СС в Бад-Тёльце, где был зачислен в штаб училища и возглавил учебную группу подготовки «германских» офицеров СС.
После покушения на Адольфа Гитлера 20 июля 1944 г., 25 июля вновь возвратился к исполнению своих обязанностей личного адъютанта Гитлера.
6 декабря 1944 г. назначен командиром 2-го батальона 25-го гренадерского полка СС 12-й танковой дивизии СС «Гитлерюгенд», участвовавшей в наступлении в Арденнах.
С 21 января по 27 марта 1945 г., Шульце являлся начальником юнкерского училища СС в Бад-Тёльце, а с 6 по 12 апреля 1945 г. - командиром 38-й гренадерской дивизии СС «Нибелунген».
Сдался войскам союзников 29 апреля 1945 г. Затем был интернирован в 13-й лагерь для военнопленных (США), где провел 3 года в заключении. 10 января 1948 г. был освобожден. После освобождения, сменил фамилию на Шульце-Коссенс. Занимался торговлей, написал несколько книг.

## Личная жизнь
Его брат Ханс-Георг Шульце (род. 11 сентября 1917 г. в Берлине) – оберштурмфюрер СС, служил в 1-й роте 1-го батальона Лейбштандарта СС «Адольф Гитлер» и пропал без вести 27 июля 1941 г. в начале Русской кампании.

## Курьёзы
В сентябре 1939 года на приёме в Кремле Сталин лично предложил выпить за Шульце, как за самого молодого из присутствующих, похвалил его форму и взял с него обещание, что тот обязательно вернётся в ней в СССР. Шульце сдержал обещание и вернулся 22 июня 1941 года.

## Присвоение воинских званий
- Анвертер СС (9 ноября 1934)
- Юнкер СС (1 апреля 1935)
- Штандартенюнкер СС (9 ноября 1935)
- Штандартеноберюнкер СС (10 февраля 1936)
- Унтерштурмфюрер СС (20 апреля 1936)
- Оберштурмфюрер СС (9 ноября 1938)
- Гауптштурмфюрер СС (1 августа 1940)
- Штурмбаннфюрер СС (24 февраля 1943)
- Оберштурмбаннфюрер СС (9 ноября 1944)

## Награды и знаки отличия
- Железный Крест 2-го и 1-го класса (1940)
- Немецкий крест в золоте (26 декабря 1941)
- Нагрудный знак «За ближний бой» в бронзе (1942)
- Нагрудный штурмовой пехотный знак в бронзе (1940)
- Нагрудный знак «За ранение» в черном (1941)
- Орден Креста Свободы  IV класса (Финляндия) (11 июня 1942)
- Орден «За храбрость» IV степени I класса (Болгария) (1942)